# Levantamento de peso nos Jogos Pan-Americanos de 2011 - Até 58 kg feminino
A categoria até 58 kg feminino do levantamento de peso nos Jogos Pan-Americanos de 2011 foi disputada em 24 de outubro no Fórum de Halterofilismo com cinco halterofilistas de quatro países.

## Calendário
Horário local (UTC-6).
| Data          | Horário | Fase  |
| ------------- | ------- | ----- |
| 24 de outubro | 16:00   | Final |

## Medalhistas
| Ouro   | ECU María Escobar     |
| Prata  | COL Jackelina Heredia |
| Bronze | COL Lina Rivas        |

## Resultados
| Pos.              | Nome              | País          | Grupo | Peso (kg) | Arranque (kg) | Arremesso (kg) | Total (kg) |
| ----------------- | ----------------- | ------------- | ----- | --------- | ------------- | -------------- | ---------- |
| Medalha de ouro   | María Escobar     | ECU Equador   | A     | 57.56     | 99            | 122            | 221        |
| Medalha de prata  | Jackelina Heredia | COL Colômbia  | A     | 57.61     | 96            | 120            | 216        |
| Medalha de bronze | Lina Rivas        | COL Colômbia  | A     | 57.14     | 100           | 115            | 215        |
| 4                 | Monica Domínguez  | MEX México    | A     | 57.94     | 93            | 113            | 206        |
| 5                 | Silvia Artola     | NCA Nicarágua | A     | 57.81     | 73            | 97             | 170        |